# 准尉

中国人民解放军陆军准尉肩章（1955-1965年）

准尉是軍人的職銜，地位介於軍官與士官之間，經上級選拔推薦、軍官教育合格後可晉升為少尉。在某些國家的軍隊制度中，准尉是士官能夠晉升的最高軍階；另外在其他國家的軍制中，獨立成一階級，或者尚未被授階成為少尉的軍校畢業生也以「准尉階級」見習。
英文軍階的warrant officer通常翻譯為准尉，因為warrant officer的地位也介於軍官與士官之間，然而各國warrant officer的制度、執掌略有不同。
在大日本帝國時期的軍銜制度中，類似階級在陸軍是稱作特務曹長，在海軍稱為兵曹長。

## 沿革
准尉軍階源自於13世紀的英國海軍，由於只有貴族身份者能當軍官，平民為士官士兵，但這些貴族又不熟悉軍艦甲板作業、海戰和導航等專業，實際運作仰賴專業士官，所以對於優秀士官給予類似少尉軍官待遇，但仍不列入軍官。

## 類型
上級士官型
准尉階級分類在士官，給予上級士官比照軍官的待遇。英軍現制並分等級，相當於中華民國國軍的一、二等士官長。中華民國政府遷台後國軍一度法制化修正實施，參考美軍准尉與軍士長、專業與戰鬥分工，官等同軍士長（現稱士官長）；當時陸軍多為文書職、海空軍則多為專業人員，後因相關職務由士官取代，於1980年廢止。
軍官同等官型
准尉階級分類在軍官。1960年代英國皇家海軍准尉為少尉同等官；大日本帝國海軍的特務軍官也屬此類；中国人民解放军在1955年军衔制中，为解决大量副排职干部（副排职干部不列入军官、但属于国家干部序列）军衔，临时增设准尉，属于尉官序列。
獨立階級型
准尉階級獨立，不歸軍官也不屬士官，例如美國的准尉制度並分等級；美軍准尉在軍務上相當於中華民國國軍的技勤士官長。中華民國政府統治大陸時期，准尉被視為額外軍官、不列入官等（指軍官等級）。
職務型
納粹德國准尉制度，因職務需求，任命高級士官所擔任，例如「SS准尉」。